# Eric Tsang Chi-Wai
Eric Tsang Chi-Wai (Hongkong, 14 april 1953) (jiaxiang: Guangdong, Meizhou, Wuhua) is een Hongkongse acteur, filmacteur, filmproducent en televisiepresentator van Hakka afkomst. Hij is in het bezit van een Medal of Honour. Tsang Chi-Wai is een boeddhist en zet zich vaak in voor het ophalen van geld voor boeddhistische tempels in Hongkong. Tsang is de zoon van de politie-inspecteur Tsang Kai-Wing 曾启荣. Tsang Chi-Wai heeft één dochter, Bowie Tsang 曾宝仪 en één zoon, Derek Tsang Kwok-Cheung 曾国祥. De moeder van beide kinderen is de Taiwanese zangeres Wang Meihua 王美华. Chi-Wai's beste vrienden zijn Natalis Chan, Alan Tam, Kenny Bee, Jackie Cheung, Andy Lau en zijn dochter Bowie Tsang, die Mandopopzangeres is. Zijn vrienden Anita Mui en Lydia Shum zijn reeds overleden.
Eric is bekend om zijn kleine postuur en het zeggen van iets voordat hij er over nadenkt. Dit maakt hem gehaat bij sommige Hongkongse artiesten. Ze had vroeger al eens kritiek op zangeres Joey Yung geuit. Hij heeft na die dingen vaak zijn verontschuldigingen gemaakt. Onlang heeft hij zijn excuses gemaakt aan Yumiko Cheng, Chi-Wai had haar bekritiseerd toen ze tijdens eens televisieprogramma in haar onderbroek stond.
In 1992 won hij de prijs voor beste manlijke acteur met bijrol op de Hong Kong Film Awards en in 1997 won hij de prijs voor beste manlijke acteur met hoofdrol op de Hong Kong Film Awards.
Chi-Wai was regisseur van Happy Birthday (2007) 生日快乐.

## Filmografie
- The 14 Amazons (十四女英豪) (1972) (cameo)
- Tie jin gang da po zi yang guan (1974)
- Na Cha (1974)
- Zhong tai quan tan sheng si zhan (1974)
- Five Shaolin Masters (少林五祖) (1974)
- Kung Fu Stars (1975)
- Challenge of the Masters (陸阿采與黃飛鴻) (1976)
- The Dragon Lives Again (李三腳威震地獄門) (1977)
- Money Crazy (1977)
- The Iron-Fisted Monk (三德和尚與舂米六) (1977)
- Enter the Fat Dragon (肥龍過江) (1978)
- Warriors Two (贊先生與找錢華) (1978)
- By Hook or by Crook (鹹魚番生) (1980)
- The Bloody Tattoo (賊贓) (1980)
- All the Wrong Clues (鬼馬智多星) (1981)
- The Legend of the Owl (1981)
- Once Upon A Rainbow (1982)
- It Takes Two (難兄難弟) (1982)
- Till Death Do We Scare (1982)
- He Lives by Night (1982)
- Play Catch (1983)
- Aces Go Places 2 (最佳拍檔大顯神通) (1983)
- I Love Lolanto (1984)
- Carry On Wise Guy (1984)
- Heaven Can Help (1984)
- Beloved Daddy (1984)
- Double Trouble (1984)
- My Lucky Stars (福星高照) (1985)
- Twinkle, Twinkle Lucky Stars (夏日福星) (1985)
- From the Great Beyond (1985)
- The Thirty Million Rush (橫財三千萬) (1985)
- Why Me? (何必有我) (1985)
- Those Merry Souls (時來運轉) (1985)
- Funny Triple (1985)
- Millionaire's Express (富貴列車) (1986)
- Strange Bedfellow (1986)
- Lucky Stars Go Places (最佳福星) (1986)
- The Romancing Star (精裝追女仔) (1987)
- It's a Mad, Mad, Mad World (富貴逼人) (1987)
- Trouble Couple (1987)
- Seven Years Itch (1987)
- Scared Stiff (小生夢驚魂) (1987)
- Final Victory (最後勝利) (1987)
- The Final Test (1987)
- Criminal Hunter (1988)
- Double Fattiness (雙肥臨門) (1988)
- Golden Swallow (1988)
- The Greatest Lover (1988)
- Force of the Dragon (1988)
- How to Pick Girls Up! (求愛敢死隊) (1988)
- Mr. Mistress (1988)
- The Other Half & the Other Half (1988)
- The Romancing Star II (精裝追女仔之2) (1988)
- Shyly Spirit (1988)
- The Reincarnation of Golden Lotus (潘金蓮之前世今生) (1989)
- Eat a Bowl of Tea (1989)
- Fatal Vacation (安樂戰場) (1989)
- They Came to Rob Hong Kong (八寶奇兵) (1989)
- Code of Fortune (1989)
- It's a Mad, Mad, Mad World III (1989)
- Return of the Lucky Stars (1989)
- Lucky Guys (1989)
- Pedicab Driver (1989)
- Little Cop (1989)
- A Li Ba Ba (1989)
- Curry and Pepper (1990)
- The Last Blood (a.k.a. Hard Boiled 2) (1990)
- The Sniping (1990)
- The Banquet (1991)
- Alan and Eric Between Hello and Goodbye (1991)
- Ghost Punting (1991)
- The Tigers (1991)
- The Family Squad (1991) TV series
- Once Upon a Time a Hero in China (1992)
- Yes Madam '92: A Serious Shock (1992)
- Twin Dragons (1992)
- The Days of Being Dumb (1992)
- Handsome Siblings (1992)
- Yesteryou, Yesterme, Yesterday (1993)
- Drug Tiger (1993)
- Once a Cop (1993)
- Master Wong Vs. Master Wong (1993)
- Lady Super Cop (1993)
- 1993 Year's Love of Vampires (1993)
- Cheese 'n Ham (1993)
- Bogus Cops (1993)
- He's a Woman, She's a Man (1994)
- The New Legend of Shaolin (1994)
- Over the Rainbow Under the Skirt (1994)
- All of the Winners (1994)
- Switch Over (1994)
- The Age of Miracles (1995)
- Who's the Woman, Who's the Man? (1996)
- Those Were the Days (1996)
- Comrades: Almost a Love Story (1996)
- How to Meet the Lucky Stars (1996)
- Final Justice (1996)
- Yun cai zhi li xing (1996) as Himself
- Hold You Tight (1997)
- Hercules (1997) (Kantonese voice over)
- The Wedding Days (1997)
- Task Force (1997)
- Contract Killer (1998)
- Sleepless Town (1998)
- Anna Magdalena (1998)
- Hitman (1998)
- Fly Me to Polaris (1999)
- Gen-X Cops (1999)
- Liang Po Po (1999)
- Metade Fumaca (1999)
- Gigolo of Chinese Hollywood (1999)
- I.Q. Dudettes (1999)
- When I Look Upon the Stars (1999)
- Wai Goh dik goo si (1999)
- Jiang hu: The Triad Zone (2000)
- And I Hate You So (2000)
- Merry-Go-Round (2001)
- Cop on a Mission (2001) as Boss Tin
- The Accidental Spy (2001)
- Fai chai tong mung (2001)
- Golden Chicken (2002)
- Infernal Affairs (2002)
- Troublesome Night 15 (2002)
- Frugal Game (2002)
- Three (2002)
- Partners (2002)
- No Problem 2 (2002)
- The Monkey King: Quest for the Sutra (2002, TV Series)
- Infernal Affairs II (2003)
- Fu bo (2003)
- Men Suddenly in Black (2003)
- Dragon Loaded 2003 (2003)
- City of SARS (2003)
- Blood Brothers (2004)
- Love Is a Many Stupid Thing (2004)
- PaPa Loves You (2004)
- In-Laws, Out-Laws (2004)
- Master Q: Incredible Pet Detective (2004)
- Infernal Affairs III (2004)
- One Stone and Two Birds (2005)
- Perhaps Love (2005)
- Mob Sister (2005)
- 2 Young (2005)
- Divergence (2005)
- Son of the Mask (2005) (Kantonese voice over)
- It Had to Be You! (2005)
- A Wondrous Bet (2005)
- Colour of the Loyalty (2005)
- Bar Paradise (2005)
- Back to 2160 Hours (2005)
- Wo Hu (2006)
- The Tokyo Trial (2006)
- Men Suddenly in Black 2 (2006)
- Invisible Waves (2006)
- McDull, the Alumni (2006)
- Wo Hu (2006)
- The Jimmy Hat (2006)
- Dangerous Game (2007)
- Bullet and Brain (2007)
- Dragon Boys (2007)
- Big Movie (2007)
- Beauty and the 7 Beasts (2007)
- Simply Actors (2007)
- The Pye-Dog (2007)
- The Romantic Fool (2007)
- Claustrophobia (2008)
- Kung Fu Dunk (2008)
- Tea Fight (2008)
- The Moss (2008)
- Happy Funeral (2008)
- Lost Indulgence (2008)
- Kung Fu Cyborg (2009)
- Bodyguards and Assassins (2009)
- Miss Kicki (2009)
- Turning Point (2009)
- The Treasure Hunter (2009)
- The Legend of the Dancing Ninja (2010)
- Just Another Pandora's Box (2010)
- 72 Tenants of Prosperity (2010)
- Pandamen (2010) TV series
- Fugitive (2010)
- Lover's Discourse (2010)
- I Love Hong Kong (2011)
- Men Suddenly in Love (2011)
- The Killer Who Never Kills (2011)
- The Founding of a Party (2011)
- The Fortune Buddies (2011)
- Summer Love (2011)
- 72 Heroes (2011)
- Mural (2011)
- I Love Hong Kong 2012 (2012)
- Jack of All Trades (2012)
- Marry a Perfect Man (2012)
- Heroic Detective (2012)
- Mother Android II (2012)
- Holding Love (2012)
- I Love Hong Kong 2013 (2013)
- Princess and the Seven Kung Fu Masters (2013)
- Ip Man: The Final Fight (2013)
- 7 Assassins (2013)
- The Rooftop (2013)
- Hello Babies (2014)
- Horseplay (2014)
- Aberdeen (2014)
- Breaking the Waves (2014)
- Streets of Macao (2014)
- An Inspector Calls (2015)
- From Vegas to Macau II (2015)
- King of Mahjong (2015)
- Lucky Star 2015 (2015)
- You Are My Sunshine (2015)
- Monster Hunt (2015)
- Jian Bing Man (2015)
- Surprise (2015)
- Buddy Cops (2016)
- Skiptrace (2016)
- Papa Lanternes (2016)
- The Bat Night (2016)
- Mad World (2016)
- David Loman 2 (2016)
- Once Upon a Time in the Northeast (2017)
- Salut d'Amour remake (2017)
- The Adventurers
- Fighter of the Destiny (2017)
- Monster Hunt 2 (2018)
- Air Strike (2018)
- I Love You, You're Perfect, Now Change! (2019)
- Monkey King - The Volcano (2019)
- The Legend of Pig Warrior (2019)
- A City Called Macau (2019)
- The Last Thieves (2019) as Lin Ming-Yen
- Fox Hunting (2020)

- Biblioteca Nacional de España: XX1604658
- Bibliothèque nationale de France: cb14142205g (data)
- Catàleg d'autoritats de noms i títols de Catalunya: 981058528246206706
- Gemeinsame Normdatei: 1089792565
- International Standard Name Identifier: 0000 0001 1469 6000
- Library of Congress Control Number: n2004021204
- MusicBrainz: 7084527c-2b73-41c1-9023-5812330c86ea
- Nationale bibliotheek van Australië: 40004854
- Nationale Bibliotheek van Israël: 987007323464405171
- SNAC: w6f90s2c
- Système universitaire de documentation: 083048146
- Virtual International Authority File: 27275078